# Coenraad ter Kuile
Coenraad ter Kuile (Enschede, 1781 - 1852) was een Nederlands instrumentenmaker.

## Biografie
Coenraad ter Kuile trad na zijn schooltijd bij zijn vader, textielfabrikant Engelbert ter Kuile, in dienst. Samen begonnen ze de firma E. ter Kuile & Zoon.
Naast de fabriek hield Ter Kuile zich bezig met sterrenkunde. In zijn huis bouwde hij een tellurium, een model waarmee de loop van de zon om de aarde en de loop van de maan om de aarde werd gedemonstreerd. Met een slingeruurwerk kon het in beweging worden gezet. Het apparaat ging helemaal verloren bij de stadsbrand van 1862. In 1836 ontwierp Ter Kuile een zonnewijzer voor de Grote Kerk in Enschede, die daar nog steeds op de zuidmuur aanwezig is.
Verder had Ter Kuile belangstelling voor werktuigbouwkunde. Hij bedacht onder meer het ossenweefgetouw, de naadloze brandweerslang – hoewel daar ook in Borne een zekere Jan Abbink mee bezig was – en vroeg hij een octrooi aan op een methode om schepraden van stoomboten te verbeteren.

### Persoonlijk
In 1812 trouwde Ter Kuile in Vianen met de domineesdochter Sara Margaretha Lemker. Ze kregen in totaal elf kinderen, onder wie de geneeskundige Coenraad Pieter ter Kuile.